# Civilförvaltningens personalförbund
Civilförvaltningens personalförbund var ett svenskt fackförbund inom Landsorganisationen (LO) som bildades 1905 under namnet Statens vaktmästares förening. Senare namnändrades förbundet 1925 till Centralförvaltningens personalförening och slutligen 1935 till Civilförvaltningens personalförbund. Det uppgick 1970 i Statsanställdas förbund.

## Historia
- 1905 bildades Statens vaktmästares förening med ordförande J. M. Jonsson.
- 1909 inrättades en änkekassa som 1915 ombildades till begravingskassa.
- 1923 anslöt sig föreningen till Statstjänarnas centralorganisation. I föreningen ingick nu lägre tjänstemän vid de statliga verken utom kommunikationsverken.
- 1925 motiverade ett breddat medlemsunderlag namnbytet till Centralförvaltningens personalförening
- 1931 omorganiserades föreningen till fackförbund och fick namnet Civilförvaltningens personalförbund. Det hade då endast 666 medlemmar.
- 1939 blev förbundet medlem av LO och gick då ur Statstjänarnas centralorganisation för att istället ansluta sig till Statstjänarekartellen från år 1940.
- 1941 tillkom personal på arbetsförmedlingarna bland medlemmarna.
- 1948 drog man upp gränserna mot angränsande TCO-förbund vilket bland annat fick till följd att arbetsförmedlarna överfördes till Arbetsförmedlingstjänstemännens riksförbund (TCO).
- 1950 hade förbundet 37 avdelningar med 5585 medlemmar.
- 1965 förstatligades polis-, åklagare- och exekutionsväsendet och förbundet tillfördes av den anledningen ca 500 nya medlemmar.
- 1966 fick de statliga tjänstemännen förhandlingsrätt och samma år kommunaliserades de statliga läroverken, vilket ledde till en förlust av ca 1400 medlemmar.
- 1970 var man tvungna att effektivisera förhandlingarna på det statliga området. Statstjänarekartellen förslog inte längre.  Åtta förbund och delar av ett nionde bildade därför tillsammans det nya Statsanställdas förbund.